# Tarics Sándor
Tarics Sándor (Budapest, 1913. szeptember 23. – Belvedere, Kalifornia, 2016. május 21.) olimpiai bajnok magyar vízilabdázó, építőmérnök. 2011. augusztus másodikától haláláig ő volt a legidősebb élő olimpiai bajnok a világon. A Budapesti Műszaki Egyetemen építőmérnöki diplomát szerzett, majd 1949-ben kivándorolt az Amerikai Egyesült Államokba. Nevéhez fűződik az első földrengésbiztos rugós acélszerkezetű épület tervezése. Tagja volt az Amerikai Mérnökök Egyesületének és az ENSZ földrengésügyi szakbizottságának.

## Sportpályafutása
1929-től a KISOK (Középiskolai Sportkörök Országos Központja), 1932-től 1945-ig a Magyar AC sportegyesület tagjaként vízilabdázott. 1933 és 1940 között hatszoros magyar válogatottságot ért el. Tagja volt az 1936. évi nyári olimpiai játékokon, Berlinben bajnoki címet nyert magyar csapatnak.

## Tanulmányai, szakmai pályafutása
Az Óbudai Árpád Gimnáziumban érettségizett 1931-ben jeles eredménnyel. A Budapesti Műszaki Egyetemen szerzett diplomát. A diploma megszerzése után Oltay Károly műegyetemi tanár mellett dolgozott. 1941-ben több hónapon keresztül az Egyesült Államokban volt tanulmányúton. 1943-ban doktori címet szerzett. 1948-ban egy ösztöndíj segítségével az USA-ba emigrált. 1949 és 1951 között a Fort Wayne University, 1951-től a California Institute Technology professzora lett. 1950-ben San Franciscóban egy építészeti irodában társelnök, majd tulajdonos lett. Később a kaliforniai Berkeley Egyetem tanára volt. Dolgozott az ENSZ földrengésügyi szakbizottságában.

## A műszaki újító
Vízilabdásként meglátta, hogy mi az, ami lehetséges, de az ellenfél nem számít rá. Két példa: jobbkezesként a bal kezes dobásait fejlesztette. Komjádi Béla annak idején azért fedezte fel a fiatal Tarics Sándort, mert egy gimnáziumok közötti vízilabda mérkőzésen szemfülesen kipiszkálta a kapus kezéből a labdát és a gólvonalon túlra juttatta.
Mérnökként is felismerte, hogy mi az, ami lehetséges, de a többi mérnök valahogy elmegy mellette. Mérnöki szemfülességére két, 2003-ban saját maga által legjelentősebbnek ítélt példa:

### Stadion lefedése

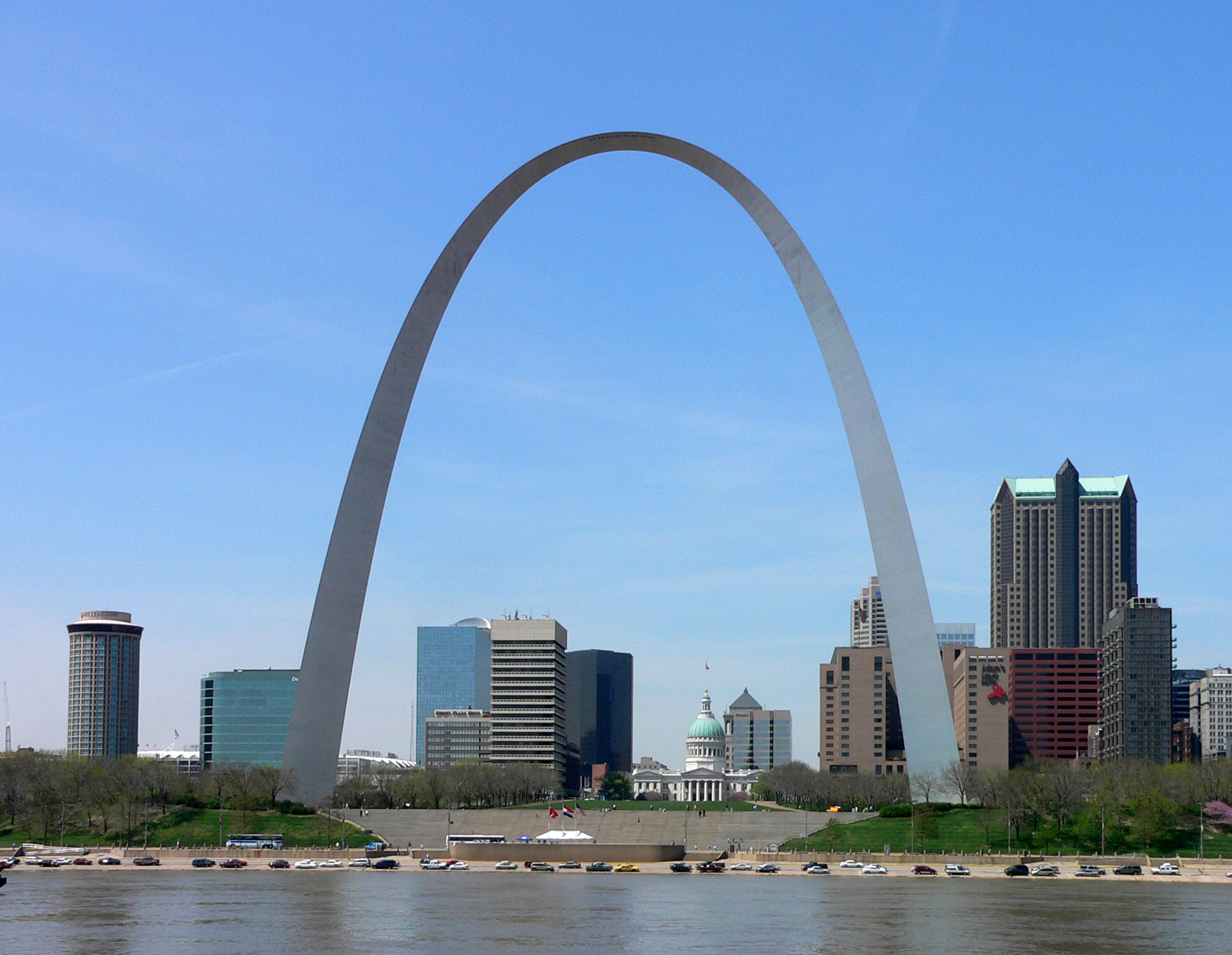
Gateway Arch, St. Louis – a nyomott ív híres példája

A „Stadium Roof, Patent No. 226, 181, Jan. 30, 1973” szabadalomhoz vezetett egy stadionlefedési probléma megoldása.
A megoldandó helyzet:
- stadion teljesen zárt lefedése, de csak a külső peremen szabad alátámasztani;
- több kisebb alátámasztási pont költségesebb, és földmozgás esetén előnytelenebb;
- kevés alátámasztás esetén nagy fesztávokat kell áthidalni.

A helyzet látszólagos ellentmondása (Tarics Sándor 2003-as visszaemlékezése szerint):
- nagy távolság áthidalható látható segédszerkezet nélkül, ha az áthidalás egy hatalmas nyomott ív, amelyre talán a legszebb példa a Gateway Arch St.Louisban;

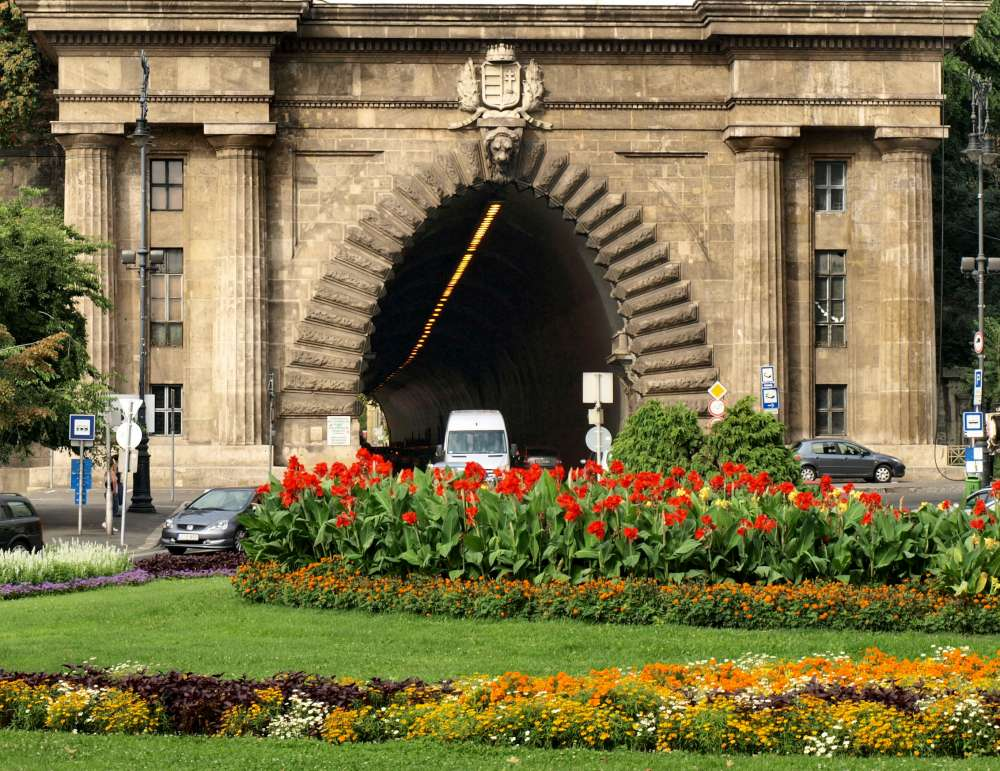
A budai Váralagút

- alagútszerű fedés hozható létre, ha megfelelő közökben ilyen nyomott íveket sorba állítunk
- sok ív mindegyikéhez sok kisebb alátámasztási pont kellene, ami stadionméretnél már előnytelen;
- az alagút hosszában, a két oldalon egy-egy nyomott íves segédszerkezet kellene, de az meg látszik.

A helyzet megoldása és a szabadalom lényege:
- a hosszanti nyomott íves segédszerkezeteket be kell hajlítani az alagút-szerű fedés oldalfalába;
- így elegendő négy komoly alátámasztási pont a stadion négy sarkában;
- a két hosszanti nyomott íves segédszerkezetre ráakasztható a két oldal hosszanti alapgerendája, amely tehát nem támaszkodik sok kis alátámasztási pontra, hanem lóg az íven;
- az alagútszerűen sorakozó nyomott ívek pedig az iménti két hosszanti gerendára támaszkodva sorakoznak.

A helyzet elemzése és megoldása éppoly szemfüles, mint jobbkezesként váratlanul egy bal kézzel gólt lőni, nem véletlenségből, hanem a céltudatosan kidolgozott bal kézzel.

### Építmények földrengés-szigetelése

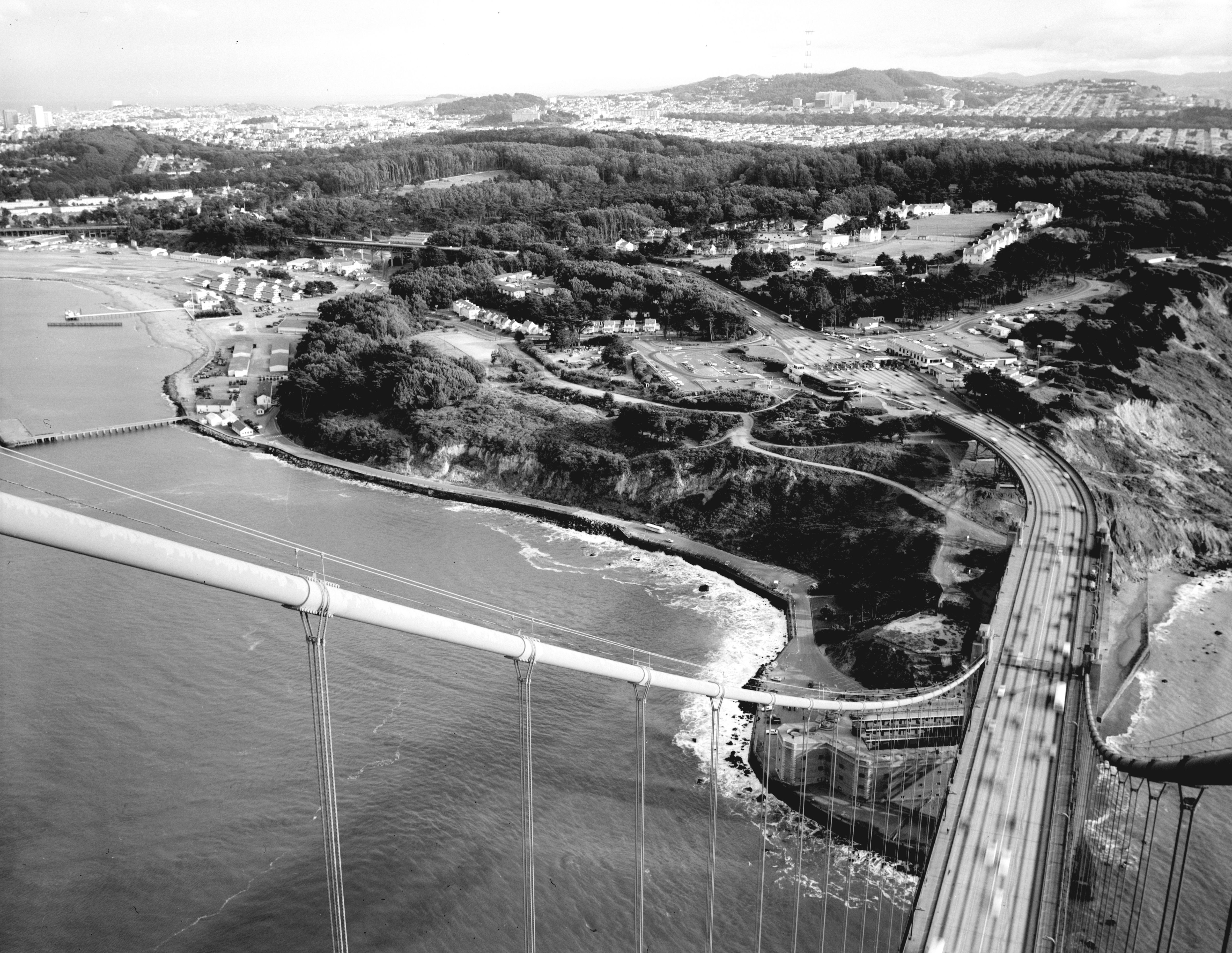
Golden Gate híd, San Francisco – a hozzávezető autópályákat Tarics-féle földrengés-szigetelő pogácsák védik a [
földrengés ellen

A „Composite Seismic Isolator, Patent No. 5, 461, 835, Oct. 31, 1995” és további két szabadalomhoz vezetett egy 1979-es magasház-projekt. Maguk a szabadalmak is szellemesek, de nem kevesebb szemfülesség kellett az elfogadtatáshoz az építésügyi 22-es csapda miatt.
Helytelenül számos népszerűsítő írásban ez a találmány úgy szerepel mint épületek rugókra helyezése. Valójában éppen az a felismerés első lépése, hogy nem szabad rugókra helyezni, hanem éppen ellenkezőleg, lengéscsillapítókat kell alkalmazni! Ezért ezen szakaszban az enciklopédikussággal ellentétben nem a hamis forrásokra támaszkodunk, hanem Tarics Sándor saját személyes magyarázatára, mert talán ő mégis csak jobban tudja, hogy mit, hogyan és miért csinált.
Tarics-féle földrengés-szigetelő pogácsákat és azok változatait ma már elterjedten használják, középmagas épületeknél és autópályahidaknál. Nem alkalmasak a Golden Gate híd két kapujának védelmére, de a Golden Gate hídra felvezető autóutak és sok más, szintén földrengésveszélyes zónában lévő autópálya hidat tettek ilyen pogácsákra.
A földrengés-szigetelő pogácsákhoz vezető út:
- a földrengéskárok jelentős részét a rengés által az építménybe bevitt és fokozatosan felgyülemlő hatalmas rezgési energia okozza;
- rugók alkalmazása nem segít a romboló energia eltávolításában (megpróbáltak épületeket rugókra tenni, és persze hogy nem vált be);
- lengéscsillapító, azaz energianyelő alátámasztás kell;
- világszerte próbálkoztak gumitömbökkel, de azok az épület terhe alatt szétfolytak; Tarics Sándor ezek ismeretében kapcsolódott be a témába;

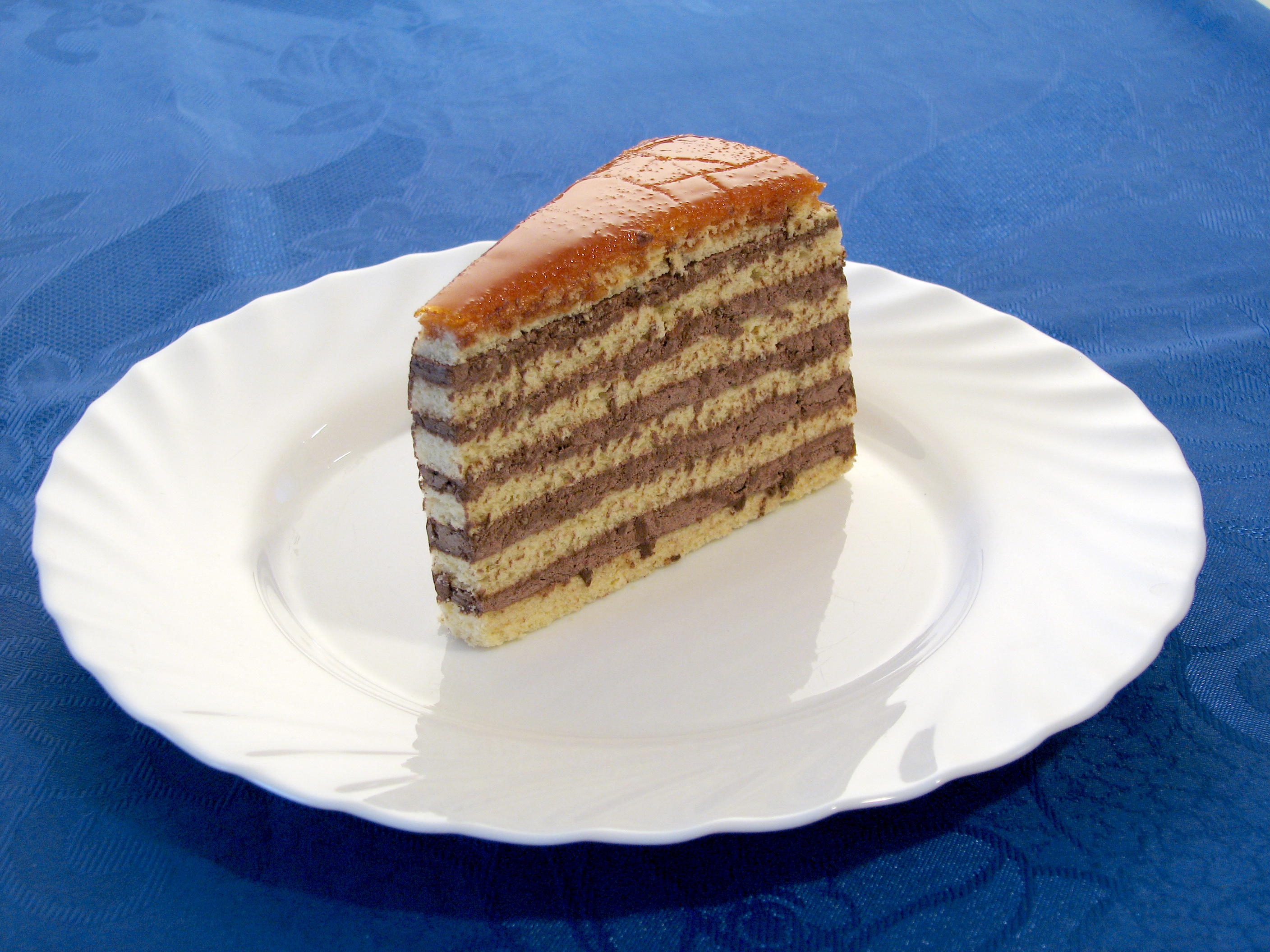
Tarics találmánya dobostortához hasonlítható

- szemfüles észrevétel, hogy ahogyan egy kis hangya és egy nagy repülő leesése eltérő eredménnyel jár, ugyanúgy a vastag gumitömbök helyett vékony gumiréteges tortákkal kellene próbálkozni: gumikrémes vastorta. A feltaláló ezen hasonlata ellenére rendszeresen pogácsának nevezi találmányát;
- gumiréteg nagyjából fél centiméter vastag, mert a vastagabb kifolyna;
- csakhogy gyűrődött a vaslemez, és emiatt az oldalra kimozdult torta nem tudott önsérülésmentesen visszatérni alapállapotába;
- váratlan, de a pogácsákban a félcentis gumilapokhoz egy centiméter vastag elválasztó vaslemezek kellenek;
- általában 25-30 ilyen rétegpárra van szükség;
- színtiszta gumi esetén mindez még nem sokban különbözne egy veszteséges rugótól, tehát valahogy a gumi rugózását le kell rontani;
- szén adalékolása rontja a gumi rugózását, de itt most nem a kellő mértékben;
- cél: fele gumi, fele szén. Csakhogy a gumi és szén sehogy sem akar keveredni ilyen arányban;

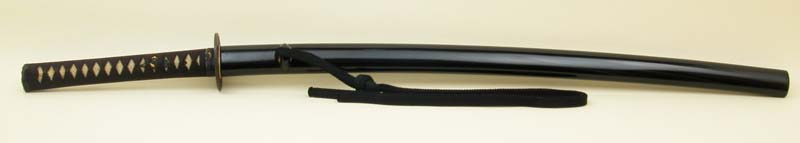
A szamurájkardok hajtogatásos kovácsolásának példájára készül a Tarics szerint szenezett gumi

- szemfüles észrevétel: a szamurájkardok élének kialakítási ötlete alkalmazható;
- ezen kardokat nem élezik, hanem hajtogatásos kovácsolással majdnem atomi szinten elrendezik az anyagot;
- azaz a kard lapját kovácsolással kétszeresére szélesítik, majd félbehajtják, és ezzel a korábbi rétegvastagság felénél tartanak, persze kétszer annyi réteggel;
- előbbi lépést 10-szer ismételve a rétegszám 1024-szeres lesz, és a rétegvastagság 1024-edre esik;
- elegendően sok, alig 30 ismétléssel (a 2 gyors hatványozódása miatt), a rétegvastagság viszonylag hamar megközelíti az atomi világ léptékét, és így létrejön egy különlegesen elrendezett és váratlan tulajdonságú kardlap;
- Tarics-pogácsába való szenezett gumit hasonlóan kell fele gumiból és fele szénből kigyúrni: kétszeresre nyújtás, félbehajtás és összenyomás, és ezt jó néhányszor megismételni;
- egy idő után a speciális kardlapokhoz hasonlóan igen speciális tulajdonságú szenezett gumi jön létre.

Ezen szép gondolatsor elvezetett a Tarics-pogácsákhoz. A találmány gyakorlati megvalósításának a szabványügyi része sem volt egyszerű.
Az építésügyi 22-es csapda, és annak megkerülése (2003-as visszaemlékezése szerint):
- kártérítési és jogi korlátok miatt csak szabványosat tervezhet a tervező és építhet a kivitelező;
- szabványossá csak az válhat, amelynek megfelelőségére mérési és kísérleti bizonyítékok vannak;
- földrengés-szigetelő pogácsa anyagszerkezeti okok miatt nem tesztelhető hitelesen a valódinál kisebb méretekben, és valódi földrengés nélkül (hangyát leejtünk néhány méterről – kutya baja, egy repülőt leejtünk néhány kilométerről – az év egyik jelentős tragédiája);
- szemfüles megoldás: a területileg illetékes főépítész szintén magyar, és elfogadja, hogy egy nem különösebben magas épületet szabványtalan pogácsákra építsenek, és elfogadja, hogy a feltaláló a teljes, de szerény vagyonával feleljen az akcióért;
- pogácsás ház megépül, beműszerezés, várakozás, „szerencsére” hamar egy számottevőbb földrengés;
- a feltaláló jóslatának megfelelően az épület sértetlen, a pogácsák forróak az elnyelt energiától, és az épületet a pogácsák igen lassan visszahozzák az eredeti egyensúlyi helyzetbe.

Ettől kezdve a földrengés-szigetelő pogácsa elindulhatott a szabványosodás útján.

## Díjai, elismerései
- Toldi aranyérem (1936)
- Toldi Miklós érdemérem bronz fokozat (1940)
- Goethels érdemérem (1985)
- Toulmin érem (1987)
- A Budapesti Műszaki Egyetemen vasdiplomája
- A Budapesti Műszaki Egyetemen rubindiplomája
- A Budapesti Műszaki Egyetemen gyémántdiplomája
- a Budapesti Műszaki Egyetem egyetemi tanácsának tiszteletbeli tagja (2002)
- MOB-díj (2003)
- A Magyar Köztársasági Érdemrend középkeresztje (2011)

## Családja
Háromszor volt nős, első feleségével, Csuvik Ilonával 1939-ben kötött házasságot. Egy lányuk született, Eszter, aki később autóbaleset következtében elhunyt. Második felesége Szalay Kornélia volt, tőle született Robert fia és Linda lánya. Harmadik felesége Simon Erzsébet, akivel 1974-től haláláig élt. Öt unokája van.  

## Emlékezete
2012. november 10-én olimpiai emléktáblát avattak egykori gimnáziuma falán. Az intézmény nyolc olimpiai bajnokkal büszkélkedhet, a táblán az ő neve is szerepel.